# Psylla montanica
Psylla montanica är en insektsart som beskrevs av Gegechkori 1981. Psylla montanica ingår i släktet Psylla och familjen rundbladloppor. Inga underarter finns listade i Catalogue of Life.